# Anstalten Luleå
Anstalten Luleå är ett fängelse enbart avsett för ungdomar mellan 18 och 21 år, och är den enda i Sverige i sitt slag. Andra fängelser har dock avdelningar speciellt avsedda för unga interner. På platsen finns även ett häkte.
Anstalten har fram till 2023 haft ungefär nio platser och åtta anställda, men efter en ombyggnad ska verksamheten öka rejält fram till och med oktober 2023, då anstalten ska ha 62 platser och häktet 43 platser. Anstalten är belägen på stadsdelen Porsön ca 6 km utanför Luleå centrum och ca 400 m från Luleå tekniska universitet.
Under 1980- och 1990-talen var anstalten verksam för brottslingar 18 år och uppåt. Några av de kända brottslingar som vistats på Luleås anstalt är Clark Olofsson och Juha Valjakkala.